# 市川荒太郎 (3代目)
三代目 市川 荒太郎（いちかわ あらたろう、1912年 - 1948年4月17日）は、日本の俳優、歌舞伎役者、元子役である。子役時代の芸名は市川 たけを（いちかわ たけお）、旧芸名市川 眼童（いちかわ がんどう）であり、旧芸名市川 玉太郎（いちかわ たまたろう）の時代のうち1930年 - 1931年の間のみ、帝国キネマ演芸・新興キネマに出演している。本名市川 武雄（いちかわ たけお）。
剣戟映画のスター「市川玉太郎」は、もうひとり別人が江戸歌舞伎出身の市川幡谷の一派にいるが、この「市川玉太郎」は、映画界においては「ポスト市川百々之助」として期待され、極めて短期間、サイレント映画に主演したことで知られる関西歌舞伎の役者である。

## 人物・来歴
1912年（明治45年）、大阪府大阪市に生まれる。父は先々代の初代荒太郎であった四代目市川荒五郎（1861年 – 1930年）、20歳年長の兄（養子）は、剣戟スター「市川荒太郎」として知られる二代目市川荒太郎（1892年 - 1925年）である。
数え年6歳になる1917年（大正6年）、父・四代目市川荒五郎、兄・二代目市川荒太郎とともに、大阪・松島の八千代座で上演された『だんまり』（『鞍馬山のだんまり』）に出演、牛若丸を演じて、市川 たけをの名で初舞台を踏んだ。1925年（大正14年）12月5日に兄・二代目市川荒太郎が、満33歳で早世する。1928年（昭和3年）1月、市川 眼童を名乗り、1930年（昭和5年）5月17日、父・四代目市川荒五郎が亡くなると、三代目阪東壽三郎の預かり弟子になる。
1930年（昭和5年）、帝国キネマ演芸に入社、市川 玉太郎と改名して「ポスト市川百々之助」として期待され、入社第1作として製作された『吉良の仁吉』（監督押本七之助）に主演、同作は同年5月30日に公開された。以降、望月礼子と多く組み、同社が1931年（昭和6年）8月28日に改組されて新興キネマになると、同社に継続的に入社するが、同年いっぱいまでで退社して、映画界を去った。
1933年（昭和8年）には改めて三代目阪東壽三郎の門下となって、舞台に復帰した。1936年（昭和11年）5月1日から始まった京都・南座での『仮名手本忠臣蔵』に出演、赤根伝蔵を演じた記録が残っている。1937年（昭和12年）4月には、玉太郎が関西歌舞伎から関西新派に転向、加入した旨の報道が同月27日付の『京都日出新聞』に掲載された。同年7月1日から京都・南座で行われた関西新派の公演、中井泰孝作・演出の『人生曲線美』等に都築文男、中田正造らとともに出演している。その後、関西歌舞伎に戻り、同年、幹部俳優に昇進している。1938年（昭和13年）3月12日から始まった京都・南座での瀬川春郎作による、三代目阪東壽三郎が大石内蔵助を演じた『元禄忠臣蔵』に出演、富森助右衛門、大工清吉、小林平八郎の三役を演じ分けた。
1940年（昭和15年）3月、大阪・中座で披露を行い、父の初代、兄の二代目の名跡を継承、「三代目 市川 荒太郎」を襲名する。1942年（昭和17年）1月、松竹を離れ、「劇団新鋭歌舞伎独立記念京都第一回公演」として先斗町・歌舞練場での『仮名手本忠臣蔵』では、片岡秀郎の由良之助に対し、判官・定九郎・平右衛門の三役を演じている。以降、劇団新鋭歌舞伎の中心メンバーとして、第二次世界大戦の末期も、終戦直後も、京都・三友劇場に出演を続けた。1946年（昭和21年）1月1日からの京都・京極東宝での公演から、劇団新鋭歌舞伎を新鋭劇団と改め、1947年（昭和22年）12月の京都・西陣劇場での公演まで、出演を続けた。
1948年（昭和23年）4月17日、死去した。満36歳没。市川荒太郎の名跡は三代目の没以降、空白である。

## フィルモグラフィ
クレジットは、すべて「出演」である。公開日の右側には役名、および東京国立近代美術館フィルムセンター（NFC）、マツダ映画社所蔵等の上映用プリントの現存状況についても記す。同センター等に所蔵されていないものは、とくに1940年代以前の作品についてはほぼ現存しないフィルムである。資料によってタイトルの異なるものは併記した。

### 帝国キネマ演芸
すべて製作・配給は「帝国キネマ演芸」、すべてサイレント映画、すべて「市川玉太郎」名義である。
- 『吉良の仁吉』 : 監督・原作押本七之助、脚本関口光昭、共演望月礼子、1930年5月30日公開 - 主演
- 『千代田の刃傷』 : 監督・原作押本七之助、脚本関口光昭、共演平塚泰子、1930年7月1日公開 - 主演
- 『剣の歌』 : 監督押本七之助、原作深草春彦、脚本上島量、共演望月礼子、1930年8月1日公開 - 主演
- 『若き日の光圀』 : 監督山下秀一、原作・脚本上島量、共演望月礼子、1930年8月29日公開 - 主演
- 『鈴木新内 前篇』（『鈴木新内』[5]） : 監督山下秀一、原作村上浪六、脚本上島量、共演鈴木澄子、1930年10月3日公開 - 主演
- 『切られお富』 : 監督石田民三、原作・脚本忍川三一郎、主演鈴木澄子、1930年12月19日公開 - 主演
- 『権八伊達姿』 : 監督山下秀一、原作・脚本三村伸太郎、共演鈴木澄子、1931年1月10日公開 - 主演
- 『長恨鮮血録』 : 監督・原作・脚本志波西果、共演望月礼子、1931年2月20日公開 - 主演
- 『奇兵隊』[4][5]（『血祭奇兵隊』[5]） : 監督中島宝三、原作・脚本赤星三平、共演淡路千夜子、1931年3月4日公開 - 主演
- 『血吹雪元禄絵巻』 : 監督・原作・脚本中島宝三、主演森静子、1931年4月8日公開 - 主演
- 『忍術浪速行脚』（『忍術浪花行脚』[5]） : 監督中島宝三、原作・脚本赤星三平、共演松平邦子、1931年5月15日公開 - 主演
- 『仇討日本晴 義の巻 伊賀の水月』（『「仇討日本晴」義の巻 伊賀の水月』[5]） : 監督石田民三、原作・脚本上島量、主演明石緑郎、1931年7月1日公開
- 『仇討日本晴 忠の巻 大石父子』（『仇討日本晴 大石父子』[5]） : 監督石田民三、原作・脚本上島量、主演明石緑郎、1931年7月8日公開
- 『弥次喜多道中東海道』 : 監督・脚本曾根純三、主演杉狂児・小宮一晃、1931年7月15日公開 - 平岡小次郎

### 新興キネマ
すべて製作・配給は「新興キネマ」、すべてサイレント映画、すべて「市川玉太郎」名義である。
- 『旅枕松平長七郎』 : 監督松田定次、原作・脚本八尋不二、共演望月礼子、1931年10月4日公開 - 松平長七郎（主演）
- 『笹野名槍伝 折助権三』（『新助権三』[5]） : 監督石田民三、原作・脚本山内英三、主演松浦築枝、1931年11月5日公開 - 折助権三実は笹野権三郎（主演）
- 『薩摩義士』 : 監督渡辺新太郎、原作薩摩義士宣場協会、脚本山内英三、主演嵐璃徳、1931年製作・公開